# John Buckley
John Buckley, britanski general, * 1883, † 1972.